# Епархия Тибу
Епархия Тибу (лат. Dioecesis Tibuensis) — епархия Римско-Католической церкви с центром в городе Тибу, Колумбия. Епархия Тибу входит в митрополию Нуэва-Памплоны. Кафедральным собором епархии Тибу является церковь святого Людовика Бертрана.

## История
1 августа 1951 года Римский папа Пий XII издал буллу «In nimium territorium», которой учредил территориальную прелатуру Бертрании, выделив её из епархии Нуэва-Памплоны. 16 ноября 1983 года территориальная прелатура Бертрании была переименована в территориальную прелатуру Тибу.
29 декабря 1988 года Римский папа Иоанн Павел II издал буллу «Quam provido», которой преобразовал территориальную прелатуру Тибу в епархию.

## Ординарии епархии
- священник Juan José Díaz Plata O.P.[2] (13.09.1953 — † 1979);
- епископ Jorge Leonardo Gómez Serna O.P. (9.10.1980 — 6.03.1986), назначен епископом Сокорро-и-Сан-Хиля;
- епископ Horacio Olave Velandia (21.01.1988 — † 17.03.1988);
- епископ Luis Madrid Merlano (21.05.1988 — 19.04.1995), назначен епископом Картаго;
- епископ José de Jesús Quintero Díaz (5.01.1996 — 23.10.2000), назначен апостольским викарием Летисии;
- епископ Camilo Fernando Castrellón Pizano S.D.B. (23.04.2001 — 2.12.2009), назначен епископом Барранкабермехи;
- епископ Omar Alberto Sánchez Cubillos O.P. (с 8 июня 2011 года — по настоящее время).

## Источник
- Annuario Pontificio, Libreria Editrice Vaticana, Città del Vaticano, 2003, ISBN 88-209-7422-3
- Булла In nimium territorium, AAS 44 (1952), стр. 171  (лат.)
- Булла Quam provido  (лат.)